# HMS Tempest (N86)
«Темпест» (N86) (англ. HMS Tempest (N86) — військовий корабель, підводний човен ІІ-го підкласу типу «T» Королівського військово-морського флоту Великої Британії часів Другої світової війни.

## Історія створення
«Темпест» був закладений 21 грудня 1936 року на верфі компанії Cammell Laird, Беркенгед. 26 жовтня 1940 року увійшов до складу Королівських ВМС Великої Британії.